# Cattleya granulosa
Cattleya granulosa é uma orquidea
Cattleya Granulosa, é uma espécie de orquídea nativa da região nordeste, sua distribuição se estende nos estados do Rio Grande do Norte, Paraíba, Pernambuco, Alagoas e o estado da Bahia.
A planta em geral, é de médio a grande porte, indo de 30 Cm e podendo chegar a 1,20 metros de altura com duas as três folhas por pseudobulbos, podendo portar de 1 a 20 flores, com cerca de 12 centímetros.
Seu cultivo é de média experiência, apreciando muita luminosidade( em algumas regiões como no RN, as plantas vegetam em sol Pleno)
Variedades quanto ao colorido da flor:
Quando vamos classificar uma variedade de Cattleya granulosa é importante observar a maior predominância do colorido em seus elementos florais, pétalas,sépelas e labelo.
Exemplo: Quando vamos classificar uma variedade aurea oque vai caracterizar sua variação é a maior predominância de amarelo nas pétalas e sépalas.
Alba: Pétalas e sépalas inteiramente verdes, sem máculas, e labelo branco. (podendo ou não haver amarelo no centro)
Albescens: Pétalas e sépalas verde, e labelo inteiramente branco (ou com sopro quase imperceptível).
Semi-alba: Pétalas e sépalas de colorido verde, e labelo entre rosa ou lilas.
Coerulea: Pétalas e sépalas com ou sem maculas, e labelo em tom azulado.
Rubra: Pétalas e sépalas vermelhas com ou sem maculas, e labelo variando do rosa ao carmesim
Vinicolor: Pétalas e sépalas de cor vinho, labelo variando do rosa ao vinho
Aurea: Pétalas e sépalas amarelas, e labelo de colorido variado do rosa ao vermelho.
Marginata: Pétalas e sépalas de qualquer cor com união das maculas nas margens das pétalas, labelo rosa ou lilas
Pelorica: pétalas de colorido imitando o labelo.
Variedades quanto a forma da flor:
Trilabelo: Pétalas idênticas ao labelo.
Glosario:
Alba:Significado do latim, branca, alva, do religioso pura
Albescens: (lat albescente), que branqueja, esbranquecendo, tornando-se branco
Semi-alba: quase branco
Coerulea: azul da cor do céu, tom azulado
Rubra:vermelho rubro, vermelho sangue
Vinicolo:vermelho vinho
Aurea: amarelo
Marginata: margem
Macula:Significado do latim, mancha ou nodoa em um corpo branco, do religioso mancha, impura.
Pelorica: seria uma coloração imitando a cor do labelo,  Bot. Da, ou relativo à peloria. forma pelórica; variedade pelórica.
Trilabelo: três labelo idênticos

## Taxonomia
A espécie foi decrita em 1842 por John Lindley.
Os seguintes sinônimos já foram catalogados:
- Cattleya granulosa banneri  Rolfe
- Cattleya granulosa buyssoniana  O'Brien
- Cattleya granulosa russelliana  Lindl.
- Cattleya granulosa schofieldiana  (Rchb.f.) H.J.Veitch
- Cattleya schofieldiana  Rchb.f.
- Cattleya schofieldiana banneri  (Rolfe) Fowlie
- Epidendrum granulosum  (Lindl.) Rchb.f.

## Forma de vida
É uma espécie epífita, terrícola e herbácea.

## Conservação
A espécie faz parte da Lista Vermelha das espécies ameaçadas do estado do Espírito Santo, no sudeste do Brasil.

## Distribuição
A espécie é endêmica do Brasil e encontrada nos estados brasileiros de Alagoas, Bahia, Espírito Santo, Paraíba , Pernambuco e Rio Grande do Norte.
A espécie é encontrada no domínio fitogeográfico de Mata Atlântica, em regiões com vegetação de floresta estacional semidecidual, floresta ombrófila pluvial e restinga.